# Austin McCann
Austin McCann (Clydebank, 21 gennaio 1980) è un ex calciatore scozzese, di ruolo difensore.

## Caratteristiche tecniche
Difensore centrale, può essere schierato come terzino sinistro.

## Carriera
Nel 2001 l'Hearts acquista le sue prestazioni per circa 150000 €.

## Palmarès

### Club

#### Competizioni nazionali
- Scottish Challenge Cup: 1

Airdrieonians: 2000-2001
- Scottish Championship: 1

Dunfermline: 2010-2011